# Canthium
Canthium är ett släkte av måreväxter. Canthium ingår i familjen måreväxter.

## Dottertaxa tillCanthium, i alfabetisk ordning[1]
- Canthium aciculatum
- Canthium angustifolium
- Canthium approximatum
- Canthium arboreum
- Canthium aurantiacum
- Canthium bakerianum
- Canthium berberidifolium
- Canthium bipinnatum
- Canthium brunneum
- Canthium calvum
- Canthium cambodianum
- Canthium campanulatum
- Canthium carinatum
- Canthium cavaleriei
- Canthium ciliatum
- Canthium coffeoides
- Canthium confertum
- Canthium congestiflorum
- Canthium cordatum
- Canthium coromandelicum
- Canthium culionense
- Canthium depressinerve
- Canthium ellipticum
- Canthium elmeri
- Canthium fenicis
- Canthium ferrugineum
- Canthium filipendulum
- Canthium fraternum
- Canthium glabrum
- Canthium glandulosum
- Canthium glaucum
- Canthium gracilipes
- Canthium gynochthodes
- Canthium hirtellum
- Canthium hispidonervosum
- Canthium homolleanum
- Canthium horridulum
- Canthium horridum
- Canthium inerme
- Canthium korthalsianum
- Canthium kuntzeanum
- Canthium laeve
- Canthium lasianthoides
- Canthium leytense
- Canthium libericum
- Canthium longipes
- Canthium lucidum
- Canthium macrocarpum
- Canthium megacarpum
- Canthium megistocarpum
- Canthium merrillianum
- Canthium merrillii
- Canthium mite
- Canthium molle
- Canthium moluccanum
- Canthium monstrosum
- Canthium neilgherrense
- Canthium oblongifolium
- Canthium oblongum
- Canthium obovatifolium
- Canthium oliganthum
- Canthium oligocarpum
- Canthium oligophlebium
- Canthium parvifolium
- Canthium paucinervium
- Canthium pedunculare
- Canthium perakanthus
- Canthium polyanthum
- Canthium puberulum
- Canthium quadratum
- Canthium ramosii
- Canthium rheedei
- Canthium sarcocarpum
- Canthium sarmentosum
- Canthium scabridum
- Canthium scandens
- Canthium schlechterianum
- Canthium sechellense
- Canthium siamense
- Canthium simile
- Canthium sordidum
- Canthium spinosum
- Canthium spirostylum
- Canthium stellulatum
- Canthium strigosum
- Canthium strychnoides
- Canthium subaureum
- Canthium subcapitatum
- Canthium suberosum
- Canthium subsessilifolium
- Canthium sumatranum
- Canthium tavoyanum
- Canthium travancoricum
- Canthium trichophorum
- Canthium umbelligerum
- Canthium vanwykii
- Canthium wenzelii
- Canthium villarii
- Canthium violaceum